# Jens Jacob Eschels

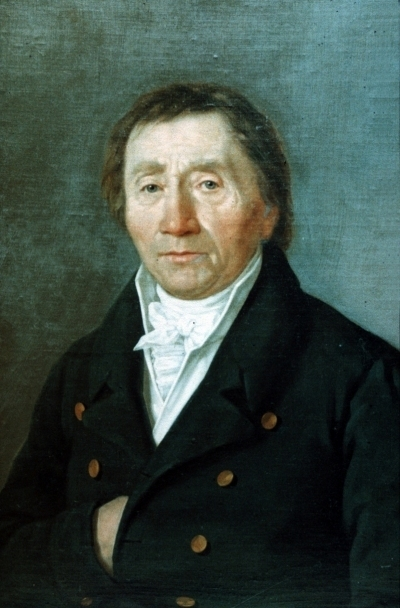
Jens Jacob Eschels (Gemälde Privatbesitz)

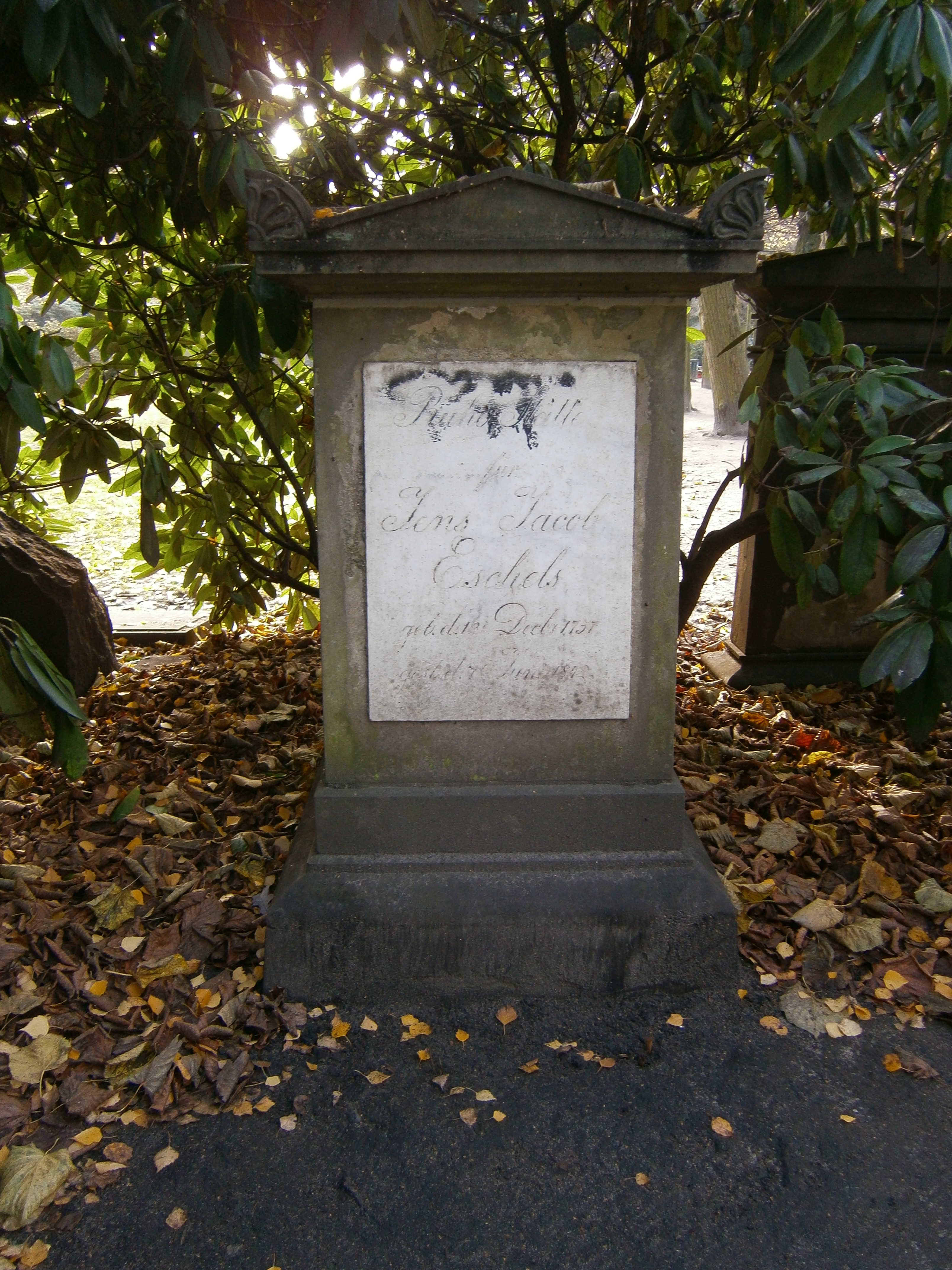
Grabmal auf dem Friedhof Norderreihe, Altona

Jens Jacob Eschels (* 12. Dezember 1757 in Nieblum, Föhr; † 7. Juni 1842 in Altona) war ein nordfriesischer Kapitän. Seine im Alter verfasste Lebensbeschreibung ist die älteste erhaltene authentische deutsche Kapitänsautobiographie.

## Leben
Der Ururenkel des Walfangkapitäns Matthias Petersen (1632–1706) wuchs in einer mittellosen Familie auf. Sein Vater fuhr mehrfach „vor dem Mast“ bei der niederländischen Vereinigten Ostindischen Kompanie (V.O.C.). 1769, mit elf Jahren, heuerte Jens als Schiffsjunge auf einem Amsterdamer Walfänger an, verlor gleich mehrfach sein Schiff in der Arktis, kehrte aber unversehrt zurück und fuhr weiter auf verschiedenen Amsterdamer Walfängern. In den Wintermonaten lernte der ehrgeizige und wissbegierige Junge die „Steuermannskunst“ (Navigation).
1778 wechselte er in die weniger gefahrvolle und langfristig aussichtsreichere Handelsschifffahrt. Dabei befuhr er alle europäischen Meere. 1781 schließlich segelte er zum ersten Mal über den Atlantik nach Westindien. In Grenada bot sich ihm die Chance, auf ein Hamburger Schiff als „Unter-Steuermann“ zu wechseln. Im folgenden Jahr wurde er in Hamburg auf der Bark HENRICUS DE VIERDE als Steuermann angenommen. Durch Krankheit und Tod seines Kapitäns in Haiti übernahm er das Schiff für die Rückfahrt bereits selbst als Kapitän und führte es schließlich als solcher auf zahlreichen Reisen bis 1798.
Danach blieb er wegen der schwierigen Bedingungen für die deutsche Seeschifffahrt durch die Koalitionskriege zwischen Frankreich und Großbritannien an Land. Durch die Seefahrtszeit hatte er den Grundstein für einen gewissen Reichtum gelegt und arbeitete nun als Tabakfabrikant, Kaufmann, Reeder und Sachverständiger in Seefahrtsfragen („Schiffer-Alter“) im damals dänischen Altona bei Hamburg.
Im Frühjahr 1831 begann er mit der Aufzeichnung seiner Autobiographie, die er am 19. März 1833 abschloss. Seine Absicht, davon für jedes seiner Kinder und Kindeskinder ein Exemplar abzuschreiben, „also mehr als zwei Dutzend“, erwies sich angesichts des Umfangs von 400 Seiten als unmöglich. Eschels entschloss sich daher, sie mit einem 20. November 1834 datierten Vorwort auf eigene Kosten bei Hammerich & Lesser in Altona drucken und als Lebensbeschreibung eines alten Seemannes, von ihm selbst und zunächst für seine Familie geschrieben auch in den Buchhandel bringen zu lassen. Das Werk bietet eine Fülle von Informationen zur zeitgenössischen Seefahrt und gibt Einblick in das alltägliche Leben und das Denken der Menschen seiner Zeit. Eschels zeigt sich dabei in der nüchtern-analytischen Betrachtung seiner Erlebnisse als toleranter und geradezu aufklärerisch-kritischer Geist.
Die Stadt Hamburg ehrte ihn 1950 mit der Umbenennung der vormaligen Feldstraße in Eschelsweg im Stadtteil Altona-Altstadt.

## Werke
- Jens Jacob Eschels: Lebensbeschreibung eines alten Seemannes, von ihm selbst und zunächst für seine Familie geschrieben. Altona 1835. 
  - Vollständige Neuausgabe, hg. v. Albrecht Sauer. Kabel Hamburg 1995. Convent Verlag, Hamburg 2006, ISBN 978-3-86633-003-0
  - Rezension von Hans-Werner Engels in: Zeitschrift des Vereins für Hamburgische Geschichte Band 83 (2/1997) S. 319 f. sub.uni-hamburg.de